# Distritos da Argélia
As províncias (wilayas ou vilaietes) da Argélia são divididas em   distritos  ou daíras (do árabe  دائرة‎, transl. dāʾira). A capital de um distrito é chamada distrito sede (em francês, chef-lieu de daïra). Os distritos subdividem-se em uma ou mais comunas.
A  capital nacional, Argel, única cidade do país a ter o estatuto de província, está dividida, assim como as demais províncias,  em distritos (e municípios). Isto significa que os seus bairros e subúrbios têm o mesmo estatuto que os das pequenas cidades ou vilas no resto do país.
A administração de um distrito é atribuído a um chefe de distrito (chef de daíra), que é escolhido pelo presidente da Argélia. Os distritos são as únicas subdivisões políticas do país cujos administradores não são eleitos. São também as subdivisões mais fracas politicamente.
Os distritos da Argélia foram criados como arrondissements quando a  Argélia era uma colônia da França e tinham estatuto igual aos arrondissements  da metrópole, os quais eram subdivisões de departamentos, que, por sua vez, eram subdivisões de regiões - que, na  Argélia francesa, eram chamadas de 'territórios'. 
Os arrondissements  foram mantidos por seis anos após a independência do país (1968), quando passaram a se chamar "daíras" e tiveram suas funções levemente alteradas. Já os antigos departamentos passaram a se chamar vilaietes (do árabe wilāya, através do turco vilāyet).
Em 2016, havia um  total de 548 daíras na Argélia.

Mapa dos 48 vilaietes (ou províncias) da Argélia

Vilaietes e respectivo  número de distritos (daíras) 
- 01 - Vilaiete de Adrar : 11 daíras
- 02 - Vilaiete de Chlef : 13 daíras
- 03 - Vilaiete de Laghouat:   10 daíras
- 04 - Vilaiete de Oum El Bouaghi: 12 daíras
- 05 - Vilaiete de Batna: 22 daíras
- 06 - Vilaiete de Béjaïa : 19 daíras
- 07 - Vilaiete de Biskra : 12 daíras
- 08 - Vilaiete de Béchar :  12 daíras
- 09 - Vilaiete de Blida: 10 daíras
- 10 - Vilaiete de Bouira: 12 daíras
- 11 - Vilaiete deTamanghasset : 7 daíras
- 12 - Vilaiete de Tébessa: 12 daíras
- 13 - Vilaiete de Tremecém: 20 daíras
- 14 - Vilaiete de Tiaret: 14 daíras
- 15 - Vilaiete de Tizi Ouzou: 21 daíras
- 16 - Vilaiete de Argel: 13 daíras
- 17 - Vilaiete de Djelfa : 12 daíras
- 18 - Vilaiete de Jijel: 11 daíras
- 19 - Vilaiete de Sétif: 20 daíras
- 20 - Vilaiete de Saïda:  6 daíras
- 21 - Vilaiete de Skikda:  13 daíras
- 22 - Vilaiete de Sidi Bel Abbès:15 daíras
- 23 - Vilaiete de Annaba:  6 daíras
- 24 - Vilaiete de Guelma: 10 daíras
- 25 - Vilaiete de Constantina:  6 daíras
- 26 - Vilaiete de Médéa:  19 daíras
- 27 - Vilaiete de Mostaganem:  10 daíras
- 28 - Vilaiete de M'Sila:   15 daíras
- 29 - Vilaiete de Mascara:  16 daíras
- 30 - Vilaiete de Ouargla:  10 daïras
- 31 - Vilaiete de Oran :  9 daíras
- 32 - Vilaiete de El Bayadh:  8 daíras
- 33 - Vilaiete de Illizi: 3 daíras
- 34 - Vilaiete de Bordj Bou Arreridj: 10 daíras
- 35 - Vilaiete de Boumerdès: 9 daíras
- 36 - Vilaiete de El Tarf: 7 daíras
- 37 - Vilaiete de Tindouf : 1 daíra
- 38 - Vilaiete de Tissemsilt :  8 daíras
- 39 - Vilaiete de El Oued:  12 daíras
- 40 - Vilaiete de Khenchela: 8 daíras
- 41 - Vilaiete de Souk Ahras : 10 daíras
- 42 - Vilaiete de Tipasa:  10  daíras
- 43 - Vilaiete de Mila :  13 daíras
- 44 - Vilaiete de Aïn Defla :  14 daíras
- 45 - Vilaiete de Naâma:  7 daíras
- 46 - Vilaiete de Aïn Témouchent:   8 daíras
- 47 - Vilaiete de Ghardaïa:  9 daíras
- 48 - Vilaiete de Relizane:  13 daíras